# 수건

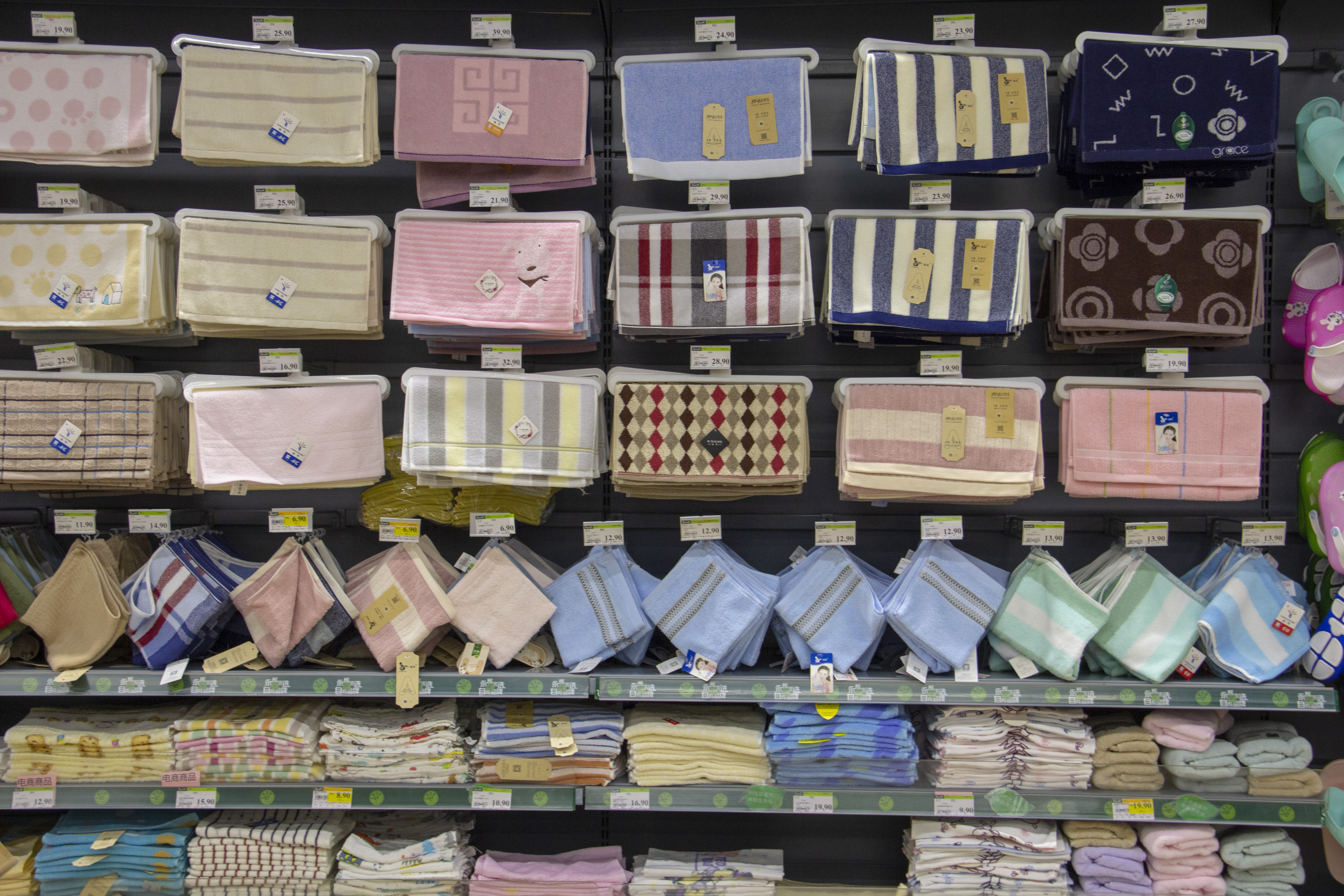
여러 가지 색상의 수건 1

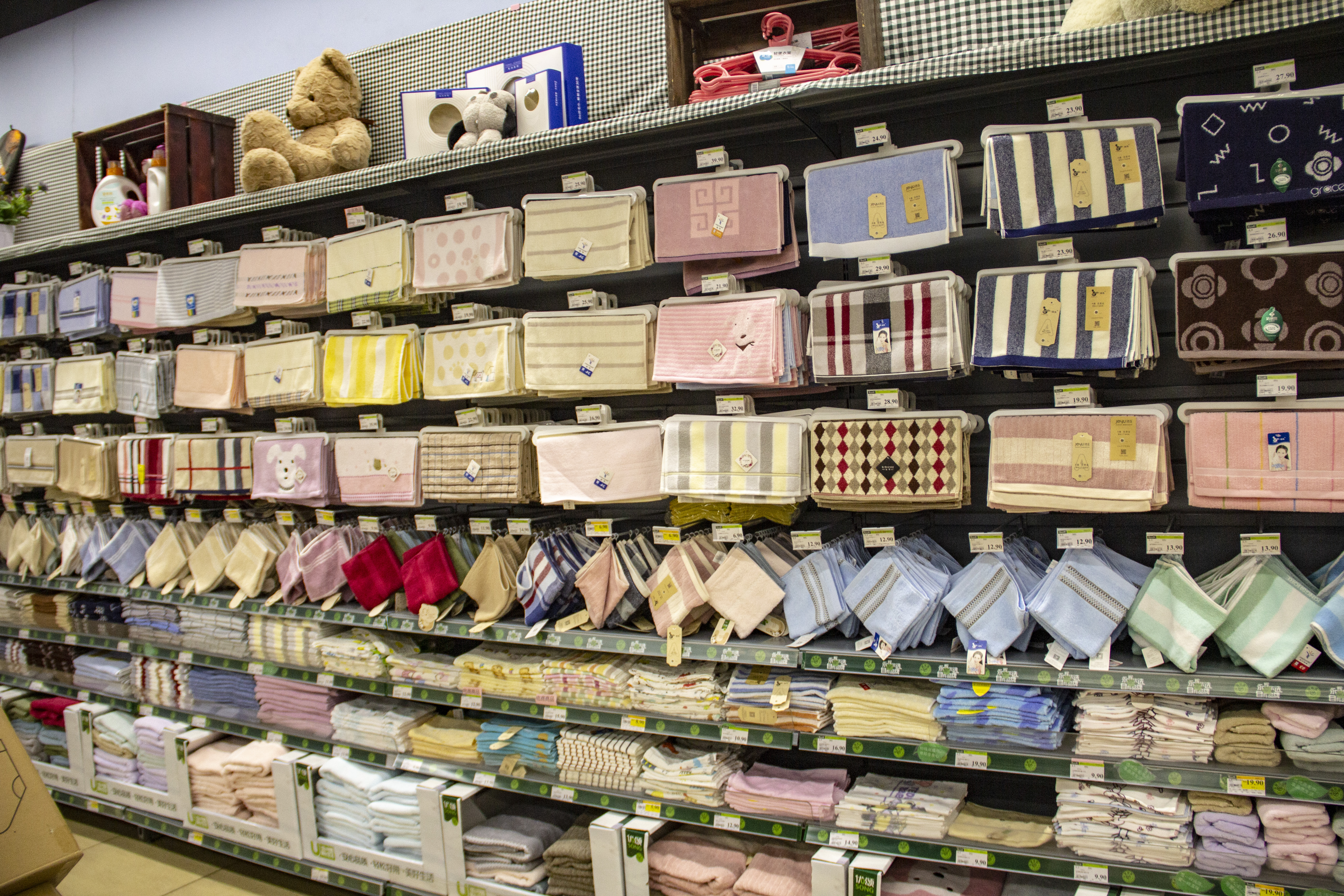
여러 가지 색상의 수건 2

수건(手巾, towel)은 손과 얼굴 또는 몸의 물기를 닦기 위한 용도로 만들어진 직물 조각이다. 일반적인 천보다는 두껍다. 보통 가정에서는 수건걸이에 걸어 놓는다. 그 외에도 그릇을 닦을 때에도 쓰며, 권투에서 시합이 당연히 불가능할 경우, 트레이너가 기권의 의미로 수건을 던지는 경우도 있다. 여름에 해변이나 수영장 등에서 몸을 가리는 용도로 사용하는 비치 타올(beach towel)도 있다. 수건을 자주 사용하여 손상 또는 변색되는 등 본래의 용도로 쓸 수 없는 경우 걸레로도 활용된다.

## 사진

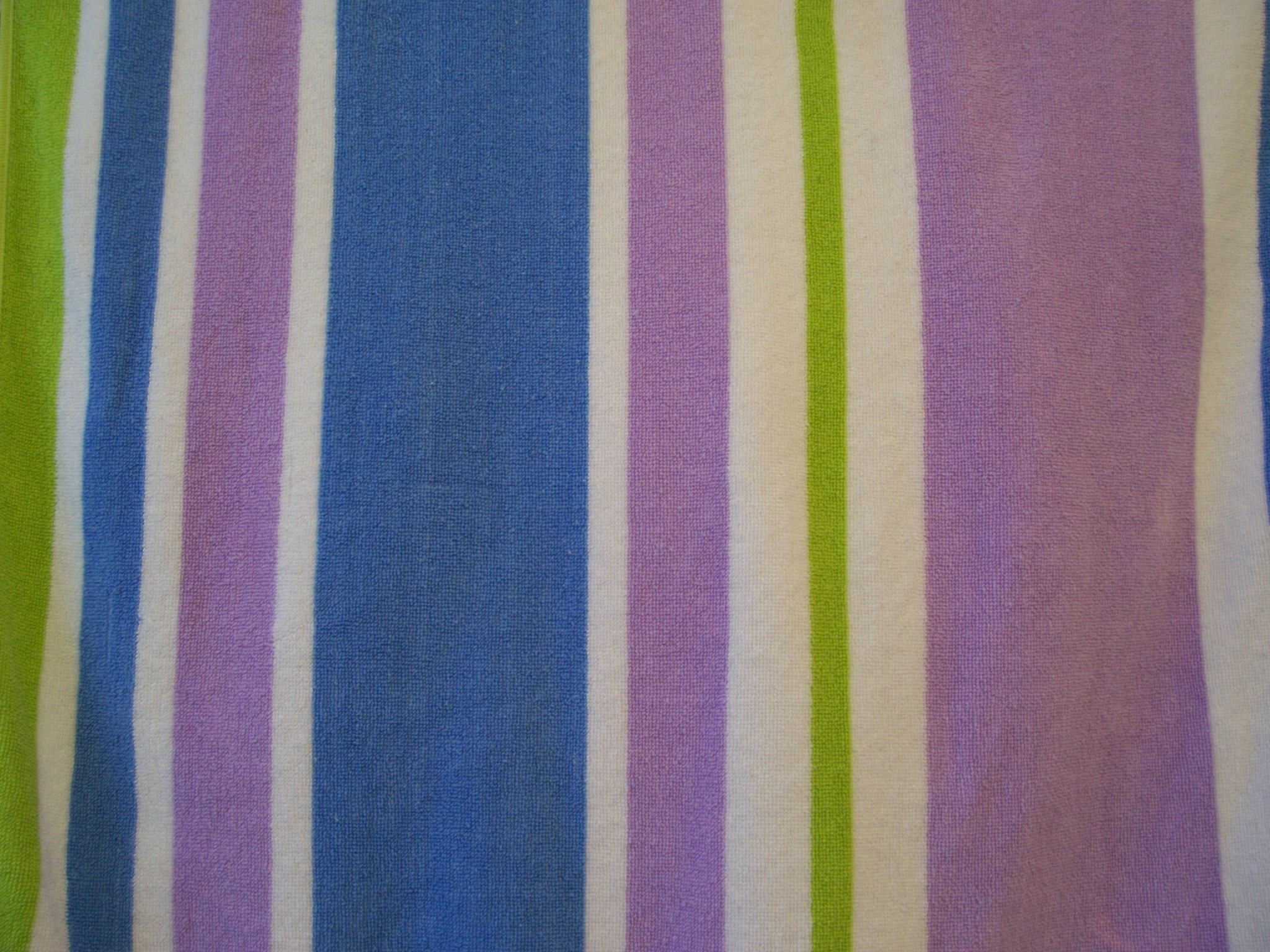
수건
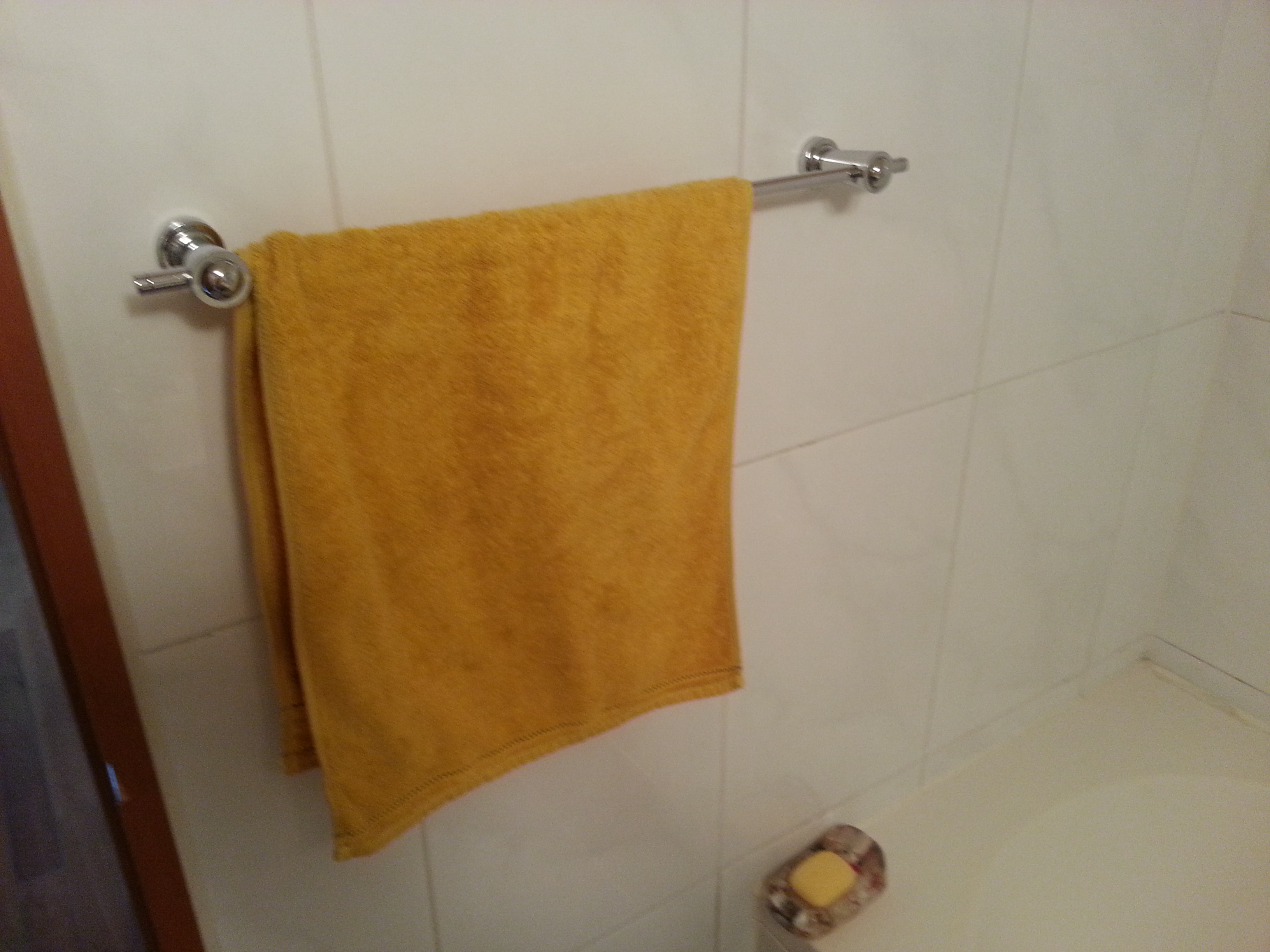
수건
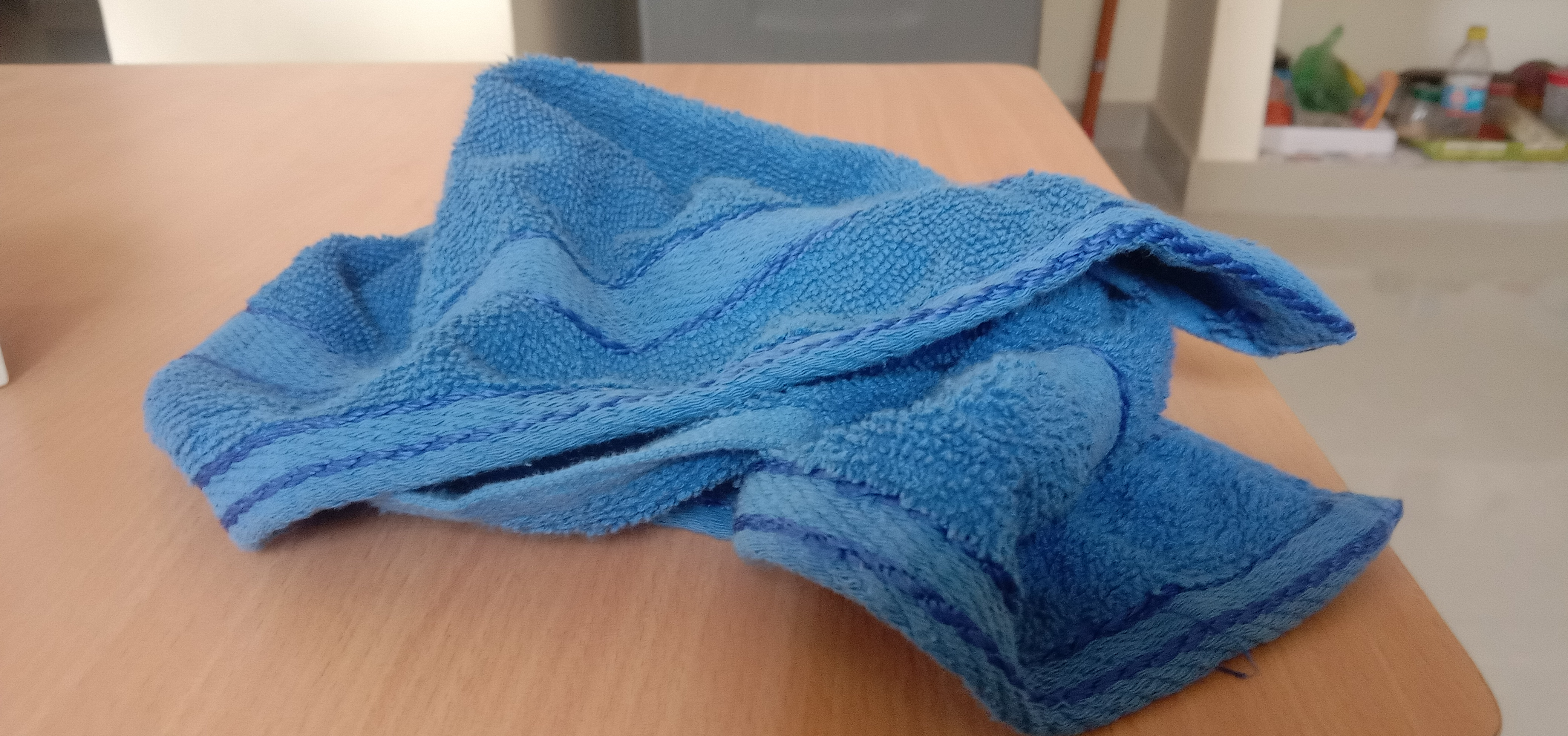
수건
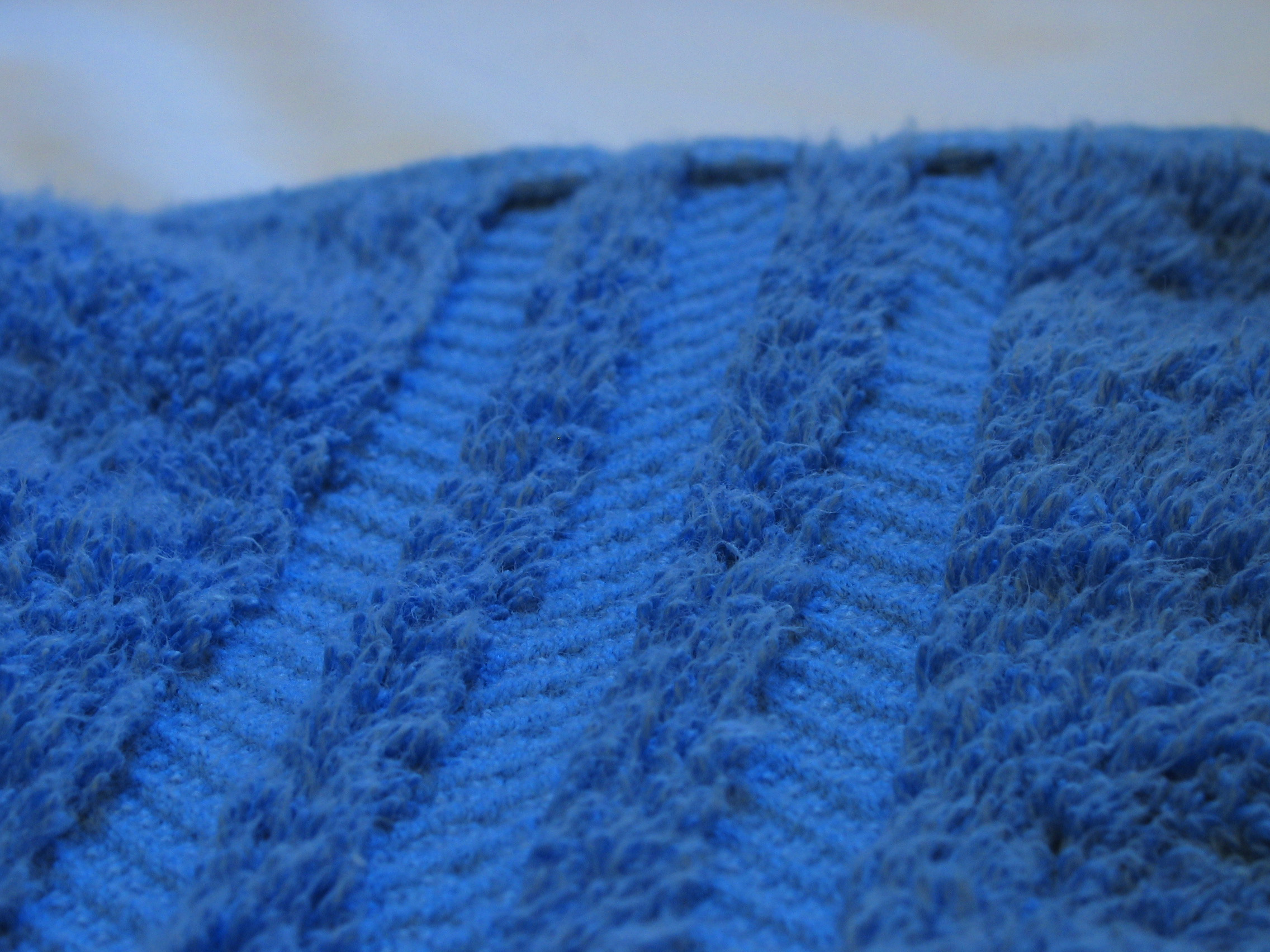
수건

## 같이 보기
- 테리클로스